# 49-es busz (Budapest)
A budapesti 49-es jelzésű autóbusz a Moszkva tér és a II. kerületi Fenyves utca között közlekedett. A vonalat a Budapesti Közlekedési Zrt. üzemeltette.

## Története
A korábbi 49-es buszok 1949. június 26-ától vasárnapi napokon a Moszkva tér és Ságvári-liget (ma Szépjuhászné) között jártak gyorsjáratként az Úttörővasút újonnan átadott állomásának könnyebb megközelítése miatt. Végállomásai között csak a Budagyöngyénél és a Kuruclesi útnál állt meg. 1950. április 30-án ingajárattá alakították a Moszkva tér és a Szépilona között, mert nem volt elég hegyi utakra alkalmas busz a 22-es járatra és minden nap közlekedett. A közös végállomásuk 1952 januárjában a Budagyöngyéhez került át. Ez a járat 1953. július 27-én megszűnt.
1953. október 5-én 49-es jelzéssel indítottak új körforgalmi autóbuszjáratot a Moszkva tér és a Rókushegy között, a Retek utca–Fillér utca–Bimbó utca–Gábor Áron utca—Lóczy utca—Darányi utca—Ruszti utca—Fillér utca—Káplár utca–Szilágyi Erzsébet fasor útvonalon. A Moszkva téren az induló autóbuszokra a Dékán utcában lehetett felszállni. A Moszkva téri fordulás később az ellenkező irányra módosult. 1966. november 14-én meghosszabbították a Fenyves utcáig, ahol az autóbuszok tolatással tudtak megfordulni. 1972. július 17-én átadták a Fenyves utcai autóbusz-fordulót, így a tolatásos megfordulás megszűnt. 2001. február 1-jén a Fenyves utca felé változott az útvonal: a Káplár utca helyett a Dékán utcán keresztül érte el a Fillér utcát. A buszjáratot 2003. szeptember 12-én BKV Plusz megjelöléssel látták el, ehhez arculatos („ezüstnyíl”) Ikarus 260-as buszok kerültek a vonalra. 2008. augusztus 21-én az új járatszámozási rendszer miatt a 149-es jelzést kapta, útvonala nem változott, üzemideje némileg bővült, de este ritkították.

## Járművek
1953-ban két hegyi változatú „harcsa” busz kezdte meg a szolgálatot a vonalon, napközben 30 perces követéssel, de időnként Trambuszok is felbukkantak. Ezután Ikarus 60-asok közlekedtek, amiket fokozatosan váltott le az Ikarus 620-as típus. 1974. november 4-étől Ikarus 556-os járművek szolgáltak a vonalon, ezeket 1978. január 2-án Ikarus 260-asok váltották és a járat megszűnéséig maradtak is.

## Útvonala
| Fenyves utca felé                                                                     | Moszkva tér felé |
| ------------------------------------------------------------------------------------- | --- |
| Moszkva tér vá. – Dékán utca – Retek utca – Fillér utca – Bimbó út – Fenyves utca vá. | Fenyves utca vá. – Bimbó út – Gábor Áron utca – Lóczy Lajos utca – Hankóczy Jenő utca – Ruszti út – Fillér utca – Retek utca – Dékán utca – Moszkva tér vá. |

## Megállóhelyei
| 0  | Moszkva tér végállomás                           | 11 | 5, 10, 21, 21, 22, 22, 28, 39, 56, 90, 110, 128, 156, 158 4, 6, 18, 56, 59, 61 |
| 2  | Fény utcai piac (↓) Dékán utca (↑)               | 9  | 110                                                                            |
| 3  | Ezredes utca                                     | 8  |                                                                                |
| 4  | Garas utca                                       | 7  |                                                                                |
| 5  | Rókushegyi lépcső (↓) Lorántffy Zsuzsanna út (↑) | 6  |                                                                                |
| 6  | Gondozási Központ                                | 6  |                                                                                |
| 7  | Balogvár utca (↓) Ruszti út (↑)                  | 5  |                                                                                |
| 8  | Detrekő utca                                     | ∫  |                                                                                |
| ∫  | Zilah utca                                       | 4  |                                                                                |
| ∫  | Hankóczy Jenő utca                               | 3  |                                                                                |
| 9  | Gábor Áron utca (↓) Lóczy Lajos utca (↑)         | 2  | 91                                                                             |
| 10 | Tüske utca (↓) Bimbó köz (↑)                     | 1  |                                                                                |
| 11 | Fenyves utca végállomás                          | 0  |                                                                                |